# Smith River (Pazifischer Ozean, Kalifornien)
Der Smith River ist ein 40 km langer Fluss im Del Norte County im äußersten Nordwesten des US-Bundesstaates Kalifornien. Der Smith River wurde nach dem Abenteurer und Trapper Jedediah Smith benannt, der 1828 die Region erkundete.
Der Smith River entsteht bei Gasquet am Zusammenfluss von North Fork und Middle Fork Smith River. Er fließt anfangs 5 Kilometer nach Westen, anschließend 7 Kilometer nach Südsüdwest. Der South Fork Smith River mündet von links in den Fluss. Der Smith River fließt in westlicher Richtung an Hiouchi vorbei und wendet sich dann nach Nordnordwest. Der Jedediah Smith Redwoods State Park liegt am linken Flussufer. Der Smith River verlässt das Bergland und mündet 20 km nördlich von Crescent City in den Pazifischen Ozean. An seiner Mündung bildet der Fluss ein langes Ästuar, das parallel zur Küste verläuft. Die Ortschaft Smith River liegt 2 km östlich der Flussmündung am U.S. Highway 101. Zwischen Gasquet und Hiouchi verläuft der U.S. Highway 199 entlang dem Flusslauf.
Das ungefähr 1877 km² große Einzugsgebiet (davon ca. 1579 km² in Kalifornien und 298 km² in Oregon) erstreckt sich über die Klamath Mountains und beinhaltet Teile des Rogue River-Siskiyou National Forest und Six Rivers National Forest sowie die Smith River National Recreation Area. Im Süden grenzt es an das Einzugsgebiet des Klamath River, im Norden an das des Chetco River und Rogue River.

## Ökologie
Der Smith River und seine Zuflüsse sind seit 1981 als National Wild and Scenic River klassifiziert. Das Flusssystem ist frei von Staudämmen und weitgehend ursprünglich. Das größtenteils gebirgige Einzugsgebiet ist stark bewaldet. Die Flüsse bieten Laichplätze für verschiedene Salmoniden wie Cutthroat-Forelle, Steelhead-Forelle, Königslachs und Silberlachs. Des Weiteren kann auf den größeren Flüssen bei ausreichender Wasserführung Wildwassersport betrieben werden.

## Zuflüsse
Der North Fork Smith River ist der rechte Quellfluss des Smith River. Der 40 km lange Fluss entspringt in der Kalmiopsis Wilderness im Curry County in Oregon, von wo er in überwiegend südsüdwestlicher Richtung nach Gasquet fließt.
Der Middle Fork Smith River ist der linke Quellfluss des Smith River. Der 40 km lange Fluss entspringt in den Siskiyou Mountains. Er fließt in überwiegend westlicher Richtung nach Gasquet. Auf den unteren 22 Flusskilometern verläuft der U.S. Highway 199 entlang dem Fluss.
Der South Fork Smith River ist ein 64 km langer linker Nebenfluss des Smith River, der oberhalb von Hiouchi in diesen mündet. Das Quellgebiet liegt am Westhang des 1955 m hohen Bear Mountain in den Siskiyou Mountains. Der South Fork Smith River fließt anfangs nach Südsüdwest. Nach etwa 25 km wendet sich der Fluss nach Nordwesten.